# Chiles herrlandslag i handboll
Chiles herrlandslag i handboll representerar Chile i handboll på herrsidan. Laget kvalificerade sig för spel i VM 2011, genom att ta en bronsmedalj i Panamerikanska mästerskapet 2010, vilket var lagets första VM. De deltog också vid VM 2013, 2015 och 2017. 
Laget fastställs av Chiles handbollsförbund, Federación Chilena de Balonmano. Chiles handbollsförbund är medlem i Pan-Amerikanska Handbollsförbundet. Laget har inte deltagit i olympiska spelen.

## Placeringar i VM
- 2011 - 22:a
- 2013 - 23:a
- 2015 - 23:a
- 2017 - 21:a
- 2019 - 16:e
- 2021 - 27:e
- 2023 - 26:e